# Mathieu Schoenmaekers
Mathieu Hubertus Josephus Schoenmaekers (Maastricht, 13 december 1875 - Laren, 18 december 1944) was een Nederlandse publicist, filosoof en theosoof.
Hubert Schoenmakers was de zoon van winkelier Joannes Schoenmaekers en Hubertina Eberhard. In 1904 trouwde hij met Marie Eugénie Dehaime en kreeg met haar een zoon. Nadat zijn vrouw in 1908 al jong overleed hertrouwde Mathieu Schoenmaekers met Jacomina Mallée. 

## Priester
Doordat zijn moeder in het kraambed overleed werd de kleine Mathieu opgevoed door zijn grootouders. Hun opvoeding was erop gericht dat hij priester zou worden. Na het gymnasium in Rolduc doorliep hij daar ook de tweejarige vervolgopleiding in de filosofie. In 1896 ging Schoenmaekers studeren aan de door de jezuïeten geleide Pauselijke Universiteit Gregoriana in Rome. Na zijn promotie in de filosofie en de wijding tot priester in 1899 promoveerde hij een jaar later in de theologie en keerde hij terug naar Nederland. 
Na een korte tijd als assistent te hebben gewerkt in Munstergeleen wilde Schoenmaekers aan de gemeentelijke universiteit van Amsterdam Nederlandse letteren gaan studeren maar werd door de bisschop teruggeroepen en benoemd als rector van een internaat voor Duitse meisjes van de zusters Franciscanessen in Bunde dichtbij Maastricht. In 1902 schreef hij de apologetische brochure Waarom gelooft gij? Brieven aan menschen met gezond verstand. 

## Publicist
Al tijdens zijn studie in Rome kreeg Schoenmaekers twijfel aan zijn roeping. In Nederland benauwde de rooms-katholieke kerk als machtsinstituut hem zozeer dat hij in 1903 zijn rectoraat en zijn priesterschap neerlegde. Wel behield hij het katholieke geloof. Hij verhuisde naar Amsterdam en publiceerde een brochure tegen de kerk. Zijn ervaringen verwerkte hij in 1905 in de autobiografische roman Levenswil.
Schoenmaekers verkeerde veel in de Amsterdamse kringen van vrijzinnige christenen en vrijdenkers. Zo sprak hij meermalen voor de Vrije Gemeente. In 1904 richtte hij het anarchistisch getinte tijdschrift Levensrecht op. In dit 'Maandschrift ter verbreiding der vrije ideeën' werkten mensen mee als Frederik van Eeeden en Ferdinand Domela Nieuwenhuis. In deze periode voelde hij zich gesterkt door de literaire waardering van Van Eeden, Willem Kloos en Albert Verwey. Nadat hij was geweigerd als lid van de Amsterdamse vrijmetselaarsloge 'Concordia vincit animos' sloot hij zich vanaf 1905 enkele jaren aan bij de Theosofische Vereeniging. In zijn door Nietzsche beïnvloede boeken als Het geloof van den nieuwen mensch, een van Nietzscheaanse geest wierp hij zich op als een nieuwe geestelijke leider voor de werkelijk vrije geesten. In 1906 verhuisde Schoenmaekers met zijn tweede vrouw naar Den Haag en ontwikkelde daar een eigen christelijke en niet-occulte variant van de theosofie. In 1911 verschenen zijn ideeën in het boek Christosophie. De eeredienst van de taal. Later zou hij zijn filosofische methode 'beeldende wiskunde' of 'positieve mystiek' noemen.

## Theosoof
De van huis uit niet onbemiddelde Schoenmaekers studeerde vanaf september 1911 een half jaar aan de theologische Meadville Theological School in Pennsylvania en vestigde zich in 1912 in een kolonie van anarchisten, vrijdenkers en theosofen. Hij droeg er zijn religieus-wijsgerige overtuiging uit in boeken, maar ook in lezingen voor bijvoorbeeld de Praktisch-Idealisten-Associatie. Zijn publicaties als Het nieuwe wereldbeeld en Beginselen der beeldende wiskunde sloegen aan bij een avant-gardistische kunstenaar als Piet Mondriaan. Het abstracte schilderen van Mondriaan bleek veel overeenkomsten te hebben met de door Schoenmaekers ontwikkelde denkbeelden over kunst en werkelijkheid. Mondriaan nam dan ook een deel van Schoenmaekers terminologie over, waaronder de term ‘beeldend’. Tot de kunstenaars die beïnvloed werden door Schoenmaekers filosofie waren schilders als Bart van der Leck en Karel Schmidt, maar ook schrijvers als Emans, Marsman, Theo van Doesburg, Georges Vantongerloo en de componist Jacob van Domselaer. In zijn nadien verschenen boeken gebruikte hij het begrip 'positieve mystiek' zichtbaar te maken door 'beeldend denken' door middel van de beeldentaal van de wiskunde, bestaande uit cirkels, ellipsen en ovalen. Zijn beeldend denken stond daarbij los van wiskunde als wetenschap. 
Vanaf 1920 verminderde zijn bekendheid mede door het uit de weg gaan van discussie met andersdenkenden. Hoewel hij een goed redenaarstalent had leverde zijn belerende optreden steeds minder aanhang op. In 1936 was hij nog een van de oprichters van het filosofische tijdschrift Synthese. Maandblad voor het geestesleven van onzen tijd. Schoenmaekers overleed in 1944 op 70-jarige leeftijd in Laren.